# 亨茨維爾 (堪薩斯州)
亨茨維爾（英語：Huntsville）是位於美國堪薩斯州里諾縣的一個非建制地區。

## 地理
亨茨維爾所處的海拔為高於海平面530米（即1739英呎），而該地所採用的時區為UTC-6，即北美中部時區（CST）。同時該地設有夏令時間，為UTC-6調快一小時，即UTC-5（CDT）。